# Liste der Geotope im Alb-Donau-Kreis
Diese sortierbare Liste der Geotope im Alb-Donau-Kreis enthält die Geotope des baden-württembergischen Alb-Donau-Kreises, die amtlichen Bezeichnungen für Namen und Nummern sowie deren geographische Lage. Die Geotope sind im Geotop-Kataster Baden-Württemberg dokumentiert und umfassen Aufschlüsse von Gesteinen, Böden, Mineralien und Fossilien sowie besondere Landschaftsteile.

## Liste
Im Landkreis sind 240 Geotope (Stand 6. Februar 2021) vom Landesamt für Geologie, Rohstoffe und Bergbau (LGRB) ausgewiesen:
| Steckbrief Nr. (PDF) | Name | Geotoptyp           | Gemeinde/Stadt, Gemarkung                | Koordinaten                                           | Bild | Bemerkungen |
| -------------------- | --- | ------------------- | ---------------------------------------- | ----------------------------------------------------- | ---- | --- |
| 1                    | Felsgruppe Böllisburren am W-Hang des Steinsbergs zum Schmiechtal zw. Allmendingen und Schmiechen            | Felsformation       | Allmendingen                             | 48° 20′ 54,3″ N, 9° 42′ 59,2″ O                       |      | Geologische Einheit: Massenkalk-Formation Status: geschützt (Naturdenkmal Fels "Böllisburren")                                                                         |
| 2                    | Quellen im Gewann Mühlwiesen im N Ortsbereich von Klein-Allmendingen                                         | Quellen             | Allmendingen                             | 48° 19′ 47,3″ N, 9° 42′ 56,8″ O                       |      | Geologische Einheit: Pleistozäne Schotter Status: geschützt (Naturdenkmal Quellgebiet)                                                                                 |
| 3                    | Quelle der Springe bei P. 520,5 an nördl. Ortsausgang von Allmendingen                                       | Quelle              | Allmendingen                             | 48° 20′ 6,2″ N, 9° 43′ 31,6″ O                        |      | Geologische Einheit: Pleistozäne Schotter Status: geschützt Geotop-ID ND8425070                                                                                        |
| 4                    | Felsrippe Rappenstein und Schuntershöhle am O-Hang des Rautals 1100 m NE von Briel                           | Felsformation Höhle | Allmendingen Gemarkung Weilersteußlingen | 48° 19′ 29,4″ N, 9° 39′ 47,2″ O                       |      | Geologische Einheit: Massenkalk-Formation Status: geschützt (Naturdenkmal Rappenstein und Schunterhöhle)                                                               |
| 5                    | Quelle in Ermelau am östl. Rand der Steußlinger Straße                                                       | Quelle              | Allmendingen Gemarkung Weilersteußlingen | 48° 20′ 17,2″ N, 9° 40′ 9,7″ O                        |      | Geologische Einheit: Untere Süßwassermolasse Status: geschützt Geotop-ID ND8425076                                                                                     |
| 6                    | Felsgruppe Nägelesstein im Weiten Tal 2500 m W vom Bhf. Allmendingen                                         | Felsformation       | Allmendingen Gemarkung Weilersteußlingen | 48° 19′ 37,2″ N, 9° 41′ 22,5″ O                       |      | Geologische Einheit: Massenkalk-Formation Status: geschützt (Naturdenkmal Nägelesstein)                                                                                |
| 7                    | Aufg. Sandgrube Galgen N der Straße Ringingen-Altheim                                                        | Felsformation       | Altheim                                  | 48° 19′ 40,6″ N, 9° 46′ 59,5″ O                       |      | Geologische Einheit: Brackwassermolasse Status: geschützt Geotop-ID ND8425081                                                                                          |
| 8                    | Felsgruppe Öllenstein mit Höhle am westl. Gassental SSW von Gerstetten                                       | Höhle               | Altheim (Alb)                            | 48° 35′ 58,2″ N, 10° 0′ 20,4″ O                       |      | Geologische Einheit: Hangende Bankkalk-Formation Status: geschützt (Naturdenkmal Öllensteinhöhle)                                                                      |
| 9                    | Aufg. Steinbruch Schöner Bühl und Altheimer Klufthöhle ENE der Ortsmitte von Altheim                         | Aufschluss          | Altheim (Alb)                            | 48° 35′ 9″ N, 10° 2′ 16,5″ O                          |      | Geologische Einheit: Liegende Bankkalk-Formation Status: mit geschützt (NSG Hungerbrunnental)                                                                          |
| 10                   | Felsgruppe Hohlenstein mit Höhlen rechts der Lone NNW von Asselfingen                                        | Höhle               | Asselfingen                              | 48° 32′ 57,6″ N, 10° 10′ 21,7″ O                      |      | Massenkalk-Formation Status: geschützt (Naturdenkmal Hohlenstein (3 Höhlen))                                                                                           |
| 11                   | Doline ca. 300 m S von Mehrstetten                                                                           | Doline              | Ballendorf                               | 48° 34′ 26,7″ N, 10° 4′ 5″ O                          |      | Geologische Einheit: Obere Felsenkalk-Formation Status: geschützt (Naturdenkmal Doline)                                                                                |
| 12                   | Doline ca. 500 m S von Mehrstetten                                                                           | Doline              | Ballendorf                               | 48° 34′ 20,2″ N, 10° 4′ 5,3″ O                        |      | Geologische Einheit: Obere Felsenkalk-Formation Status: geschützt (Naturdenkmal Doline)                                                                                |
| 13                   | Doline am Waldrand ca. 800 m ESE von Mehrstetten                                                             | Doline              | Ballendorf                               | 48° 34′ 23,2″ N, 10° 4′ 47,3″ O                       |      | Geologische Einheit: Obere Felsenkalk-Formation Status: geschützt (Naturdenkmal Waldhüle)                                                                              |
| 14                   | Aufg. Sandgrube Oberhau am Waldrand 2000 m NW von Ballendorf                                                 | Aufschluss          | Ballendorf                               | 48° 33′ 54,2″ N, 10° 3′ 28,2″ O                       |      | Geologische Einheit: Ablagerungen des Molassemeeres Status: geschützt (Naturdenkmal Ehemalige Sandgrube)                                                               |
| 15                   | Aufg. Steinbruch N von Ballendorf                                                                            | Aufschluss          | Ballendorf                               | 48° 33′ 36,4″ N, 10° 4′ 34,1″ O                       |      | Geologische Einheit: Obere Felsenkalk-Formation Status: geschützt (Naturdenkmal Aufgelassener Steinbruch)                                                              |
| 16                   | Hülbe Baurenhäule (Kühlache) WNW von Ballendorf                                                              | Hülbe               | Ballendorf                               | 48° 33′ 40,5″ N, 10° 3′ 32,3″ O                       |      | Geologische Einheit: Obere Felsenkalk-Formation Status: geschützt (Naturdenkmal Waldhüle "Kühlache")                                                                   |
| 17                   | Felsen Mehlsack am N-Hang der Lone ca. 2800 m N der Ortsmitte von Bernstadt                                  | Felsformation       | Bernstadt                                | 48° 30′ 57,7″ N, 10° 1′ 12,9″ O                       |      | Geologische Einheit: Massenkalk-Formation Status: geschützt (Naturdenkmal Fels "Mehlsack")                                                                             |
| 18                   | Felsgruppe Schanze im Wolftal ca. 1300 m NW der Ortsmitte von Bernstadt                                      | Felsformation       | Bernstadt                                | 48° 30′ 21,4″ N, 10° 0′ 37,6″ O                       |      | Geologische Einheit: Obere Felsenkalk-Formation Status: geschützt (Naturdenkmal Felsengruppe (ehemalige Schanze))                                                      |
| 19                   | Felsgruppe Karlesstein ca. 1300 m N der Ortsmitte von Bernstadt                                              | Felsformation       | Bernstadt                                | 48° 30′ 43,2″ N, 10° 1′ 16,3″ O                       |      | Geologische Einheit: Massenkalk-Formation Status: geschützt (Naturdenkmal Hubertusfels-Kahler Stein)                                                                   |
| 20                   | Felsgruppe Salzbühl und Höhle ca. 2000 m NNE der Ortsmitte von Bernstadt                                     | Felsformation Höhle | Bernstadt                                | 48° 31′ 4,6″ N, 10° 2′ 4,2″ O                         |      | Geologische Einheit: Massenkalk-Formation Status: geschützt (Naturdenkmal Höhle und Fels "Salzbühl")                                                                   |
| 21                   | Felsreihe an der Probsthalde am südl. Lonehang NE der Ortsmitte von Bernstadt                                | Felsformation       | Bernstadt                                | 48° 31′ 1,5″ N, 10° 2′ 31,5″ O                        |      | Geologische Einheit: Massenkalk-Formation Status: geschützt (Naturdenkmal Felsen mit Geröllhalde)                                                                      |
| 22                   | Quelle im Tiecherstal W von Bernstadt                                                                        | Quelle              | Bernstadt                                | 48° 29′ 49,7″ N, 10° 0′ 32,6″ O                       |      | Geologische Einheit: Massenkalk-Formation Status: geschützt (Naturdenkmal Quelle "Brünnele")                                                                           |
| 23                   | Tobelfelsen am N-Hang des Tobeltals E von Bühlenhausen                                                       | Felsformation       | Blaubeuren Gemarkung Asch                | 48° 27′ 21,5″ N, 9° 48′ 2,5″ O                        |      | Geologische Einheit: Massenkalk-Formation Status: geschützt Geotop-ID ND8425021                                                                                        |
| 24                   | Blautopf im Ortsbereich von Blaubeuren                                                                       | Landschaftselement  | Blaubeuren                               | 48° 24′ 57,8″ N, 9° 47′ 2,9″ O                        |      | Geologische Einheit: Untere Felsenkalk-Formation Status: geschützt (Naturdenkmal Blautopf)                                                                             |
| 25                   | Felsen Brunnenstein unmittelbar N der B 28 Blaubeuren-Ulm 2500 m WSW von Arnegg                              | Felsformation       | Blaubeuren                               | 48° 24′ 40,4″ N, 9° 50′ 45,3″ O                       |      | Geologische Einheit: Massenkalk-Formation Status: geschützt (Naturdenkmal Brunnenstein)                                                                                |
| 26                   | Hohensteiner Felsen an der Hohensteiner Halde (Prallhang der Blau) gegenüber von Altental                    | Felsformation       | Blaubeuren                               | 48° 24′ 7″ N, 9° 50′ 4,9″ O                           |      | Geologische Einheit: Massenkalk-Formation Status: geschützt (Naturdenkmal Hohensteiner Fels ("Altentaler Kogel"))                                                      |
| 27                   | Hülbe Sauhüle E der Straße Blaubeuren – Berghülen                                                            | Hülbe               | Blaubeuren                               | 48° 25′ 38,1″ N, 9° 46′ 44,3″ O                       |      | Geologische Einheit: Liegende Bankkalk-Formation Status: geschützt (Naturdenkmal Hüle bei den Hessenhöfen)                                                             |
| 28                   | Sautorfelsen im Tiefental oberhalb der Abzweigung zur Rabensteige 1400 m W von Weiler                        | Felsformation       | Blaubeuren Gemarkung Seißen              | 48° 24′ 2″ N, 9° 44′ 59,5″ O                          |      | Geologische Einheit: Massenkalk-Formation Status: geschützt (Naturdenkmal Sautorfels)                                                                                  |
| 29                   | Felsen Küssende Sau in der Weilerhalde 800 m ENE von Weiler                                                  | Felsformation       | Blaubeuren Gemarkung Seißen              | 48° 24′ 20,8″ N, 9° 46′ 32,2″ O                       |      | Geologische Einheit: Massenkalk-Formation Status: geschützt (Naturdenkmal Felsenlabyrinth: a)Felsenbank, b)Küssende Sau, c)Achtaler Fels, d)Kreuzfels, e)Brillenhöhle) |
| 30                   | Hülbe Bucher Hüle E von Sonderbuch                                                                           | Hülbe               | Blaubeuren Gemarkung Sonderbuch          | 48° 24′ 58,7″ N, 9° 49′ 41″ O                         |      | Geologische Einheit: Liegende Bankkalk-Formation Status: geschützt (Naturdenkmal Bucher Hüle mit Winterlinde)                                                          |
| 31                   | Bruckfelsen am östlichen Talhang des Achtals SE oberhalb von Weiler                                          | Felsformation       | Blaubeuren Gemarkung Weiler              | 48° 23′ 58,3″ N, 9° 46′ 16,3″ O                       |      | Geologische Einheit: Massenkalk-Formation Status: geschützt (Naturdenkmal Bruckfels und Geissenklösterle)                                                              |
| 32                   | Felsgruppe Geißenklösterle mit Höhlen am östl. Talhang des Achtals S von Weiler                              | Felsformation       | Blaubeuren Gemarkung Weiler              | 48° 23′ 53,7″ N, 9° 46′ 14,7″ O                       |      | Geologische Einheit: Massenkalk-Formation Status: geschützt (Naturdenkmal Bruckfels und Geissenklösterle)                                                              |
| 33                   | Sirgenstein und Sirgensteinhöhle oberh. der B 492 ca. 2000 m NE von Schelklingen                             | Felsformation Höhle | Blaubeuren Gemarkung Weiler              | 48° 23′ 13,2″ N, 9° 45′ 40,1″ O                       |      | Geologische Einheit: Massenkalk-Formation Status: geschützt (Naturdenkmal Sirgenstein)                                                                                 |
| 34                   | Räuberhöhle ca. 570 m SW von Bermaringen                                                                     | Höhle               | Blaustein Gemarkung Bermaringen          | 48° 27′ 17,4″ N, 9° 50′ 9″ O                          |      | Geologische Einheit: Obere Felsenkalk-Formation Status: mit geschützt (NSG Kleines Lautertal)                                                                          |
| 35                   | Aufg. Steinbruch an der Lautertalstraße ca. 500 m S von Bermaringen                                          | Aufschluss          | Blaustein Gemarkung Bermaringen          | 48° 27′ 14″ N, 9° 50′ 24″ O                           |      | Geologische Einheit: Obere Felsenkalk-Formation Status: mit geschützt (NSG Kleines Lautertal)                                                                          |
| 36                   | Hoher Felsen an der nördl. Geländekante zum Lautertal, 900 m SE von Bermaringen                              | Felsformation       | Blaustein Gemarkung Bermaringen          | 48° 27′ 7,3″ N, 9° 50′ 50,2″ O                        |      | Geologische Einheit: Massenkalk-Formation Status: mit geschützt (NSG Kleines Lautertal)                                                                                |
| 37                   | Doline E Bermaringen (Totengrube)                                                                            | Doline              | Blaustein Gemarkung Bermaringen          | 48° 27′ 39,5″ N, 9° 51′ 22,4″ O                       |      | Geologische Einheit: Obere Felsenkalk-Formation Status: geschützt (Naturdenkmal Doline "Totengrube")                                                                   |
| 38                   | Schloßfelsen (Löwin) am Schloßberg im Ortsbereich von Ehrenstein                                             | Felsformation       | Blaustein Gemarkung Ehrenstein           | 48° 25′ 0,6″ N, 9° 55′ 17,1″ O                        |      | Geologische Einheit: Massenkalk-Formation Status: geschützt (Naturdenkmal Löwenfels)                                                                                   |
| 39                   | Riedelhalde SW von Weidach                                                                                   | Landschaftselement  | Blaustein Gemarkung Herrlingen           | 48° 26′ 29,9″ N, 9° 52′ 48,8″ O                       |      | Geologische Einheit: Massenkalk-Formation Status: mit geschützt (NSG Kleines Lautertal)                                                                                |
| 40                   | Felsgruppen W der Ruine Hohenstein im oberen Lautertal                                                       | Felsformation       | Blaustein Gemarkung Wippingen            | 48° 26′ 52,4″ N, 9° 51′ 45,9″ O                       |      | Geologische Einheit: Massenkalk-Formation Status: geschützt Geotop-ID ND8425007                                                                                        |
| 41                   | Lauterursprung ca. 300 m NNW von Lautern im Lautertal                                                        | Quelle              | Blaustein Gemarkung Wippingen            | 48° 26′ 56″ N, 9° 51′ 39,7″ O                         |      | Geologische Einheit: Massenkalk-Formation Status: geschützt (Naturdenkmal Lautertopf)                                                                                  |
| 42                   | Schlosshalde im Lautertal SE unterhalb der Ruine Hohenstein                                                  | Landschaftselement  | Blaustein Gemarkung Wippingen            | 48° 26′ 42,2″ N, 9° 52′ 1,3″ O                        |      | Geologische Einheit: Massenkalk-Formation Status: mit geschützt (NSG Kleines Lautertal)                                                                                |
| 43                   | Herrgottsbrunnen im Taleinschnitt W der Straße Mähringen-Bollingen, 800 m S von Bollingen                    | Quelle              | Dornstadt Gemarkung Bollingen            | 48° 26′ 35,6″ N, 9° 55′ 1,3″ O                        |      | Geologische Einheit: Massenkalk-Formation Status: geschützt |
| 44                   | Doline Kirrlauh im Gewann Kirrlauh ca. 1300 m WSW von Dächingen                                              | Doline              | Ehingen (Donau) Gemarkung Altsteußlingen | 48° 18′ 28,5″ N, 9° 37′ 17,9″ O                       |      | Geologische Einheit: Liegende Bankkalk-Formation Status: geschützt |
| 45                   | Felsgruppe Altsteußlingen wenig N von Altsteußlingen                                                         | Felsformation       | Ehingen (Donau) Gemarkung Altsteußlingen | 48° 18′ 28,8″ N, 9° 38′ 51,1″ O                       |      | Geologische Einheit: Liegende Bankkalk-Formation Status: geschützt (Naturdenkmal Magerrasen mit Felsengruppe nördlich Altsteußlingen)                                  |
| 46                   | Felsband und Höhle ("Kätheren Küche") am O-Hang des Brieltals 900 m E von Briel                              | Felsformation Höhle | Ehingen (Donau) Gemarkung Altsteußlingen | 48° 19′ 11,3″ N, 9° 39′ 41,7″ O                       |      | Geologische Einheit: Massenkalk-Formation Status: geschützt (Naturdenkmal Fels mit Höhle "Kätheren Küche")                                                             |
| 47                   | Hülbe Egelhecke W von Altsteußlingen                                                                         | Hülbe               | Ehingen (Donau) Gemarkung Altsteußlingen | 48° 18′ 18,7″ N, 9° 38′ 13,9″ O                       |      | Geologische Einheit: Liegende Bankkalk-Formation Status: geschützt (Naturdenkmal Erdfall)                                                                              |
| 48                   | Quelle bei der Riedkapelle ca. 500 m E von Dächingen                                                         | Quelle              | Ehingen (Donau) Gemarkung Dächingen      | 48° 18′ 46,8″ N, 9° 37′ 23,3″ O                       |      | Geologische Einheit: Liegende Bankkalk-Formation Zementmergel-Formation Status: geschützt (Naturdenkmal Quelle beim Kapellenhaus)                                      |
| 49                   | Doline im Osterholz N der Straße Münsingen-Ehingen, 100 m NE von Hütten                                      | Doline              | Ehingen (Donau)                          | 48° 19′ 0,5″ N, 9° 40′ 24,5″ O                        |      | Geologische Einheit: Untere Süßwassermolasse Status: geschützt (Naturdenkmal Erdfall)                                                                                  |
| 50                   | Hungerbrunnen ca. 1200 m E von Mühlen                                                                        | Quelle              | Ehingen (Donau)                          | 48° 17′ 16″ N, 9° 39′ 45,5″ O                         |      | Geologische Einheit: Obere Süßwassermolasse Status: geschützt (Naturdenkmal Hungerbrünnele)                                                                            |
| 51                   | Quellen (Gesundheitsbrünnele) im Wald NW von P 601,8 und 1500 m W des NSG "Blauer Steinbruch"                | Quellen             | Ehingen (Donau)                          | 48° 17′ 28,2″ N, 9° 40′ 10,9″ O                       |      | Geologische Einheit: Obere Süßwassermolasse Status: geschützt (Naturdenkmal Gesundheitsbrünnele)                                                                       |
| 52                   | Aufg. Steinbruch Büchele im westl. Ortsbereich von Ehingen am Weg zum Saurücken                              | Aufschluss          | Ehingen (Donau)                          | 48° 17′ 6,2″ N, 9° 41′ 54,9″ O                        |      | Geologische Einheit: Liegende Bankkalk-Formation geschützt |
| 53                   | Aufg. Steinbruch Eichhau 1200 m ENE von Schlechtenfeld                                                       | Aufschluss          | Ehingen (Donau)                          | 48° 16′ 57,8″ N, 9° 41′ 0,5″ O                        |      | Geologische Einheit: Liegende Bankkalk-Formation Status: geschützt (Naturdenkmal Steinbruch)                                                                           |
| 54                   | Erratischer Block am Südrand der Parkanlage Wolfert in Ehingen                                               | Felsformation       | Ehingen (Donau)                          | 48° 16′ 45,4″ N, 9° 43′ 40,8″ O                       |      | Geologische Einheit: Granit Status: geschützt |
| 55                   | Aufg. Steinbruch Saurücken am NW Stadtrand von Ehingen                                                       | Aufschluss          | Ehingen (Donau)                          | 48° 17′ 26,4″ N, 9° 41′ 27″ O                         |      | Geologische Einheit: Zementmergel-Formation Status: mit geschützt (NSG Blauer Steinbruch)                                                                              |
| 56                   | Wasserfall "Hoher Gießel" und Schichtstufen im Lautertal ca. 1750 m SSE von Anhausen                         | Wasserfall          | Ehingen (Donau) Gemarkung Erbstetten     | 48° 16′ 42,8″ N, 9° 30′ 49,8″ O                       |      | Geologische Einheit: Kalktuff Status: geschützt (Naturdenkmal Wasserfall "Hoher Gießel")                                                                               |
| 57                   | Quelltopf des Blaubrunnens im Tal der Großen Lauter 1750 m SSE von Anhausen                                  | Quelle              | Ehingen (Donau) Gemarkung Erbstetten     | 48° 16′ 42,8″ N, 9° 30′ 51,5″ O                       |      | Geologische Einheit: ? Status: geschützt (Naturdenkmal Quelltopf Blaubrunnen mit Ufer)                                                                                 |
| 58                   | Gemsfels links der Großen Lauter 1500 m WNW von Erbstetten                                                   | Felsformation       | Ehingen (Donau) Gemarkung Erbstetten     | 48° 16′ 28,5″ N, 9° 31′ 13,2″ O                       |      | Geologische Einheit: Massenkalk-Formation Status: geschützt (Naturdenkmal Felsengruppe "Gemsfels" mit Wartstein)                                                       |
| 59                   | Heumacherfels 1000 m WSW von Erbstetten                                                                      | Felsformation       | Ehingen (Donau) Gemarkung Erbstetten     | 48° 16′ 30″ N, 9° 31′ 37,5″ O                         |      | Geologische Einheit: Massenkalk-Formation Status: geschützt Geotop-ID ND8425020                                                                                        |
| 60                   | Felsgruppe Hirschfelsen ca. 900 m N von Tiefenhülen                                                          | Felsformation       | Ehingen (Donau) Gemarkung Frankenhofen   | 48° 21′ 26,4″ N, 9° 36′ 27,2″ O                       |      | Geologische Einheit: Untere Felsenkalk-Formation Status: geschützt Geotop-ID ND8425023                                                                                 |
| 61                   | Hülbe Frankenhofen-1 ENE von Frankenhofen                                                                    | Hülbe               | Ehingen (Donau) Gemarkung Frankenhofen   | 48° 19′ 59,1″ N, 9° 36′ 25,6″ O                       |      | Geologische Einheit: Liegende Bankkalk-Formation Status: geschützt (Naturdenkmal Hüle Frankenhofen)                                                                    |
| 62                   | Doline, Höhle und Quelle im Wald ca. 300 m NNE von Schloss Mochental zw. Lauterach und Kirchen               | Doline Höhle Quelle | Ehingen (Donau) Gemarkung Kirchen        | 48° 16′ 3,6″ N, 9° 36′ 22,4″ O                        |      | Geologische Einheit: Süßbrackwassermolasse Liegende Bankkalk-Formation Status: geschützt (Naturdenkmal Erdfall mit Ponor (Schluckloch) bei Mochental)                  |
| 63                   | Felsgruppe an der S-Seite des riß-eiszeitl. Donautals (Kirchener Tal) 1100 m SW von Kirchen                  | Felsformation       | Ehingen (Donau) Gemarkung Kirchen        | 48° 16′ 1,8″ N, 9° 37′ 3,6″ O                         |      | Geologische Einheit: Massenkalk-Formation Status: geschützt (Naturdenkmal Felsengruppe "Steinriegel")                                                                  |
| 64                   | Gelber Fels an der N-Seite des riß-eiszeitl. Kirchener Tals 700 m SW von Kirchen                             | Felsformation       | Ehingen (Donau) Gemarkung Kirchen        | 48° 16′ 6,9″ N, 9° 37′ 24″ O                          |      | Geologische Einheit: Massenkalk-Formation Status: geschützt (Naturdenkmal Gelber Fels)                                                                                 |
| 65                   | Umlaufberg Galgenberg inmitten des riß-eiszeitl. Kirchener Tals 900 m SSE von Kirchen                        | Landschaftselement  | Ehingen (Donau) Gemarkung Kirchen        | 48° 16′ 1,4″ N, 9° 38′ 8,5″ O                         |      | Geologische Einheit: Massenkalk-Formation Status: geschützt (Naturdenkmal Galgenberg)                                                                                  |
| 66                   | Doline Landgericht-Buchhalde unmittelbar N der Verbindungsstraße Kirchen-Mundingen ca. 800 m E von Mundingen | Doline              | Ehingen (Donau) Gemarkung Mundingen      | 48° 17′ 16,7″ N, 9° 35′ 29,9″ O                       |      | Geologische Einheit: Obere Süßwassermolasse Status: geschützt (Naturdenkmal Erdfall)                                                                                   |
| 67                   | Aufg. Kiesgrube und Feuchtgebiet im Gewann Häckeser 100 m N der Straße Rißtissen-Laupheim                    | Aufschluss          | Ehingen (Donau) Gemarkung Rißtissen      | 48° 15′ 34″ N, 9° 50′ 27,1″ O                         |      | Geologische Einheit: Untere Süßwassermolasse Status: geschützt (Naturdenkmal Alte Kiesgrube)                                                                           |
| 68                   | Braunsel ca. 800 m östl. von Emeringen                                                                       | Quellen             | Emeringen                                | 48° 14′ 10,7″ N, 9° 31′ 49,1″ O                       |      | Geologische Einheit: ? Status: mit geschützt (NSG Braunsel) |
| 69                   | Quelle im Meisental 700 m WNW von Emerkingen                                                                 | Quelle              | Emerkingen                               | 48° 12′ 59,9″ N, 9° 38′ 42,1″ O                       |      | Geologische Einheit: ? |
| 70                   | Hülbe Ringinger See 1500 m NW von Ringingen                                                                  | Hülbe               | Erbach Gemarkung Ringingen               | 48° 21′ 4,1″ N, 9° 47′ 44,5″ O                        |      | Geologische Einheit: Untere Süßwassermolasse Status: geschützt (Naturdenkmal Seerosenteich westlich von Ringingen)                                                     |
| 71                   | Dolinenreihe im Sandbühl ca. 1400 m S der Ortsmitte von Sontheim                                             | Dolinen             | Heroldstatt Gemarkung Sontheim           | 48° 26′ 0,4″ N, 9° 40′ 19,6″ O                        |      | Geologische Einheit: Untere Felsenkalk-Formation Status: geschützt (Naturdenkmal Fliegentäle)                                                                          |
| 72                   | Sontheimer Höhle im oberen Tiefental 2000 m SSE von Heroldstadt-Sontheim                                     | Höhle               | Heroldstatt Gemarkung Sontheim           | 48° 25′ 52,3″ N, 9° 41′ 1,8″ O                        |      | Geologische Einheit: Untere Felsenkalk-Formation Status: geschützt (Naturdenkmal Sontheimer Höhle (a) mit Rotbuche (b) am Höhleneingang)                               |
| 73                   | Kohlhaldenhöhle nahe der Sontheimer Höhle SSE von Heroldstatt-Sontheim                                       | Höhle               | Heroldstatt Gemarkung Sontheim           | 48° 25′ 48,5″ N, 9° 41′ 6,4″ O                        |      | Geologische Einheit: Untere Felsenkalk-Formation Status: geschützt (Naturdenkmal Hintere Kohlhaldenhöhle)                                                              |
| 74                   | Hohler Stein ca. 2000 m ENE von Feldstetten                                                                  | Höhle               | Laichingen Gemarkung Feldstetten         | 48° 28′ 47,1″ N, 9° 39′ 15,5″ O                       |      | Geologische Einheit: Untere Felsenkalk-Formation Status: geschützt (Naturdenkmal Hohler Stein)                                                                         |
| 75                   | Hülbe am Nattenbuch SE von Feldstetten                                                                       | Hülbe               | Laichingen Gemarkung Feldstetten         | 48° 28′ 10,5″ N, 9° 38′ 14″ O                         |      | Geologische Einheit: Obere Felsenkalk-Formation Status: geschützt (Naturdenkmal Nattenbuch-Hüle)                                                                       |
| 76                   | Laichinger Tiefenhöhle mit Museum für Höhlenkunde ca. 1000 m S von Laichingen                                | Höhle               | Laichingen                               | 48° 28′ 44″ N, 9° 41′ 36,7″ O                         |      | Geologische Einheit: Massenkalk-Formation bis Untere Felsenkalk-Formation Status: geschützt (Naturdenkmal Laichinger Tiefenhöhle)                                      |
| 77                   | Doline Vogts Grube ca. 1000 m E vom Bahnhof Laichingen                                                       | Doline              | Laichingen                               | 48° 29′ 18,7″ N, 9° 42′ 21″ O                         |      | Geologische Einheit: Untere Felsenkalk-Formation Status: geschützt (Naturdenkmal Vogt’s Grube)                                                                         |
| 78                   | Quelle des Stipfbrunnens 1200 m SW von Göttingen                                                             | Quelle              | Langenau Gemarkung Göttingen             | 48° 27′ 49,4″ N, 10° 3′ 57,1″ O                       |      | Geologische Einheit: Untere Süßwassermolasse Status: geschützt (Naturdenkmal "Stipfbrunnen" mit Linde)                                                                 |
| 79                   | Doline "Beim Fall" 800 m ESE von Hörvelsingen S der Straße nach Albeck und des Flözbachs                     | Doline              | Langenau Gemarkung Hörvelsingen          | 48° 28′ 55″ N, 10° 2′ 21,1″ O                         |      | Geologische Einheit: Massenkalk-Formation Status: geschützt (Naturdenkmal Erdfall mit Tümpel)                                                                          |
| 80                   | Felsen "Fohlenhaus" mit Höhlen im Lonetal 2500 m NE von Bernstadt                                            | Felsformation       | Langenau                                 | 48° 31′ 6″ N, 10° 3′ 6,2″ O                           |      | Geologische Einheit: Massenkalk-Formation Status: geschützt (Naturdenkmal Fels "Fohlenhaus")                                                                           |
| 81                   | Löffelbrunnen und weitere Quelltöpfe im Ortsbereich von Langenau                                             | Quelle              | Langenau                                 | 48° 30′ 3,3″ N, 10° 7′ 30,4″ O                        |      | Geologische Einheit: Obere Felsenkalk-Formation Status: geschützt (Naturdenkmal Quelle "Löffelbrunnen")                                                                |
| 82                   | Kalmenbrunnen und weitere Quelltöpfe im Ortsbereich von Langenau                                             | Quelle              | Langenau                                 | 48° 30′ 8,3″ N, 10° 7′ 52,9″ O                        |      | Geologische Einheit: Obere Felsenkalk-Formation Status: geschützt (Naturdenkmal Schlößlesweiher)                                                                       |
| 83                   | Quelltopf der Nau (Achquelle) WNW von Langenau                                                               | Quelle              | Langenau                                 | 48° 29′ 54,3″ N, 10° 6′ 18,5″ O                       |      | Geologische Einheit: Massenkalk-Formation Status: geschützt (Naturdenkmal Nauursprung mit anschließender Bachlandschaft)                                               |
| 84                   | Quelltopf bei der Öchslesmühle im Ortsbereich von Langenau                                                   | Quelle              | Langenau                                 | 48° 29′ 48,9″ N, 10° 6′ 40,4″ O                       |      | Geologische Einheit: Obere Felsenkalk-Formation Status: geschützt (Naturdenkmal Nauursprung mit anschließender Bachlandschaft)                                         |
| 85                   | Bunzenmüllersweiher im Ortsbereich von Langenau                                                              | Quelle              | Langenau                                 | 48° 29′ 55,6″ N, 10° 7′ 21,9″ O                       |      | Geologische Einheit: Obere Felsenkalk-Formation Status: geschützt (Naturdenkmal Bunzenmüllers Weiher)                                                                  |
| 86                   | Quelltopf Grimmensee E von Langenau                                                                          | Quelle              | Langenau                                 | 48° 29′ 41,7″ N, 10° 9′ 59,9″ O                       |      | Geologische Einheit: Massenkalk-Formation Status: geschützt (Naturdenkmal Grimmensee)                                                                                  |
| 87                   | Bärenhöhle ca. 300 m oberh. der Mündung des Wolfstals in das Tal der Großen Lauter                           | Höhle               | Lauterach                                | 48° 15′ 42,7″ N, 9° 33′ 51,8″ O                       |      | Geologische Einheit: Massenkalk-Formation Status: geschützt (Naturdenkmal Bärenhöhle)                                                                                  |
| 88                   | Felsgruppe im Wolfstal, Böschung 500 m E der Laufenmühle an der Straße nach Lauterach                        | Felsformation       | Lauterach                                | 48° 15′ 36,2″ N, 9° 34′ 2,4″ O                        |      | Geologische Einheit: Liegende Bankkalk-Formation Massenkalk-Formation Status: geschützt                                                                                |
| 89                   | Schöner Fels im Tal der Großen Lauter 400 m WNW von Lauterach                                                | Felsformation       | Lauterach                                | 48° 15′ 29,2″ N, 9° 34′ 33,8″ O                       |      | Geologische Einheit: Massenkalk-Formation Status: geschützt Geotop-ID ND8425034                                                                                        |
| 90                   | Bettelhöhle in Felsnische rechts der Großen Lauter ca. 450 m oberh. der Mündung in die Donau                 | Höhle               | Lauterach                                | 48° 14′ 52,9″ N, 9° 34′ 45,8″ O                       |      | Geologische Einheit: Liegende Bankkalk-Formation Status: geschützt Geotop-ID ND8425030                                                                                 |
| 91                   | Felsüberhang im Tal der Großen Lauter ca. 900 m S von Lauterach                                              | Felsformation       | Lauterach                                | 48° 14′ 53,5″ N, 9° 34′ 48,5″ O                       |      | Geologische Einheit: Liegende Bankkalk-Formation Status: geschützt (Naturdenkmal Felsen mit Zigeunerhöhle)                                                             |
| 92                   | Pfaffensteghöhle rechts der Großen Lauter ca. 10 m oberh. des Pfaffenstegs                                   | Höhle               | Lauterach                                | 48° 14′ 44,8″ N, 9° 34′ 44,5″ O                       |      | Geologische Einheit: Liegende Bankkalk-Formation Status: geschützt (Naturdenkmal Lauterniederung mit kleiner Quelle und Brandungshöhle (10a bis c))                    |
| 93                   | Felsgalerie Steinkreuz und ehem. Prallhang links der Großen Lauter bei der Einmündung ins Donautal           | Felsformation       | Lauterach                                | 48° 14′ 42,2″ N, 9° 34′ 51,7″ O                       |      | Geologische Einheit: Liegende Bankkalk-Formation Status: geschützt (Naturdenkmal Steinkreuzfels)                                                                       |
| 94                   | Klammerfelsen mit Höhlen S unterhalb von Neuburg                                                             | Felsformation       | Lauterach                                | 48° 14′ 38,8″ N, 9° 35′ 16,9″ O                       |      | Geologische Einheit: Liegende Bankkalk-Formation Status: geschützt (Naturdenkmal Klammerfels)                                                                          |
| 95                   | Felsen Jägerhöhle S von Lauterach                                                                            | Höhle               | Lauterach                                | 48° 14′ 59,7″ N, 9° 34′ 50,5″ O                       |      | Geologische Einheit: Liegende Bankkalk-Formation Status: geschützt Geotop-ID ND8425029                                                                                 |
| 96                   | Felsgruppe und Höhle Haldenstein SW oberhalb von Urspring                                                    | Felsformation Höhle | Lonsee Gemarkung Urspring                | 48° 32′ 52,5″ N, 9° 53′ 30,5″ O                       |      | Geologische Einheit: Untere Felsenkalk-Formation Obere Felsenkalk-Formation Status: geschützt (Naturdenkmal Haldensteinhöhle (Fels mit Höhle))                         |
| 97                   | Lone-Ursprung in Urspring                                                                                    | Quelle              | Lonsee Gemarkung Urspring                | 48° 32′ 53,8″ N, 9° 53′ 34,5″ O                       |      | Geologische Einheit: Untere Felsenkalk-Formation Status: geschützt (Naturdenkmal Quelltopf der Lone)                                                                   |
| 98                   | Venturenquelle ca. 260 m SSE der Frauenkirche von Munderkingen                                               | Quelle              | Munderkingen                             | 48° 14′ 14″ N, 9° 37′ 54,6″ O                         |      | Geologische Einheit: Liegende Bankkalk-Formation Status: geschützt (Naturdenkmal Venturenquelle mit Feucht- und Felskomplex)                                           |
| 99                   | Warme Quelle unmittelbar W und SW von Algershofen                                                            | Quelle              | Munderkingen                             | 48° 13′ 47,9″ N, 9° 37′ 28,6″ O                       |      | Geologische Einheit: Zementmergel-Formation Status: geschützt (Naturdenkmal Algershofer Bach mit Warmen Quellen und Graben)                                            |
| 100                  | Felsen Schwemmstein am linken Ufer der Donau N der Ortskirche                                                | Felsformation       | Munderkingen                             | 48° 14′ 13,1″ N, 9° 38′ 41,1″ O                       |      | Geologische Einheit: Massenkalk-Formation Status: geschützt (Naturdenkmal Schwemmstein)                                                                                |
| 101                  | Dolinenreihe im Gewann Viehweide ca. 800 m NNW von Wettingen                                                 | Dolinen             | Nerenstetten                             | 48° 31′ 31,5″ N, 10° 6′ 44,1″ O                       |      | Geologische Einheit: Untere Felsenkalk-Formation Status: geschützt (Naturdenkmal Hüle und Erdfälle)                                                                    |
| 102                  | Artesischer Brunnen im Klosterpark von Oberdischingen                                                        | Quelle              | Oberdischingen                           | 48° 18′ 7,7″ N, 9° 49′ 52,3″ O                        |      | Geologische Einheit: Untere Süßwassermolasse Dem Brunnen wurde durch eine benachbarte Bohrung das Wasser abgegraben.                                                   |
| 103                  | Doline ca. 400 m ENE vom Schloss Obermarchtal                                                                | Doline              | Obermarchtal                             | 48° 14′ 16,1″ N, 9° 34′ 30,6″ O                       |      | Geologische Einheit: Pleistozäne Donauschotter Doline verfüllt |
| 104                  | Doline im Gewann Tadelfinger Äcker ca. 1500 m N von Öllingen                                                 | Doline              | Öllingen                                 | 48° 32′ 36,3″ N, 10° 8′ 52,2″ O                       |      | Geologische Einheit: Obere Felsenkalk-Formation Status: geschützt (Naturdenkmal Erdfall mit 9 Eichen)                                                                  |
| 105                  | Bocksteinfelsen östlich der Straße Öllingen-Bissingen bei Pkt.515,3 m                                        | Felsformation       | Rammingen                                | 48° 33′ 16,5″ N, 10° 9′ 14,1″ O                       |      | Geologische Einheit: Massenkalk-Formation Status: geschützt (Naturdenkmal Bocksteinareal)                                                                              |
| 106                  | Sandgrube Sandäcker 1000 m NW von Rammingen an der Straße nach Öllingen                                      | Aufschluss          | Rammingen                                | 48° 31′ 34,2″ N, 10° 9′ 47,9″ O                       |      | Geologische Einheit: Obere Meeresmolasse Status: geschützt (Naturdenkmal Ehemalige Sandgrube)                                                                          |
| 107                  | Felsgruppe Sommerberg in Rechtenstein im Bereich von Bergfried und Kirche St. Georg                          | Felsformation       | Rechtenstein                             | 48° 14′ 26,9″ N, 9° 32′ 51,4″ O                       |      | Geologische Einheit: Liegende Bankkalk-Formation Status: geschützt (Naturdenkmal Sommerberg mit Geisterhöhle und Winterlinde)                                          |
| 108                  | Geisterhöhle in Rechtenstein                                                                                 | Höhle               | Rechtenstein                             | 48° 14′ 26,9″ N, 9° 32′ 51,1″ O                       |      | Geologische Einheit: Massenkalk-Formation Status: geschützt (Naturdenkmal Sommerberg mit Geisterhöhle und Winterlinde)                                                 |
| 109                  | Hochwartfelsen N der Donau am Zusammenfluss von Braunsel und Donau                                           | Felsformation       | Rechtenstein                             | 48° 14′ 24,5″ N, 9° 32′ 24,7″ O                       |      | Geologische Einheit: Massenkalk-Formation Status: mit geschützt (NSG Braunsel)                                                                                         |
| 110                  | Schmiech-Ursprung E der Straße am nördl. Ortsausgang von Springen in Richtung Böttingen                      | Quelle              | Schelklingen Gemarkung Gundershofen      | 48° 23′ 2,8″ N, 9° 35′ 45,5″ O                        |      | Geologische Einheit: Massenkalk-Formation Status: geschützt (Naturdenkmal Quelltopf der Schmiech)                                                                      |
| 111                  | Felstor ob Springen gegenüber (NE) dem Schmiech-Ursprung                                                     | Felsformation       | Schelklingen Gemarkung Gundershofen      | 48° 23′ 3,1″ N, 9° 35′ 48″ O                          |      | Geologische Einheit: Untere Felsenkalk-Formation Status: geschützt (Naturdenkmal Felsentor oberhalb Springen)                                                          |
| 112                  | Felsgalerie Schrammenhalde und Höhle in der am O-Hang des Schmiechtals                                       | Felsformation Höhle | Schelklingen Gemarkung Gundershofen      | 48° 22′ 51,6″ N, 9° 36′ 12,6″ O                       |      | Geologische Einheit: Untere Felsenkalk-Formation Status: mit geschützt (NSG Oberes Schmiechtal)                                                                        |
| 113                  | Schwarzweiherquelle ca. 1000 m schmiechabwärts von Gundershofen                                              | Quelle              | Schelklingen Gemarkung Gundershofen      | 48° 22′ 28,7″ N, 9° 37′ 5,3″ O                        |      | Geologische Einheit: Grenzbereich Untere Felsenkalk-Formation Obere Felsenkalk-Formation Status: mit geschützt (NSG Oberes Schmiechtal)                                |
| 114                  | Hohler Fels rechts der Schmiech, 400 m S von Hütten                                                          | Höhle               | Schelklingen Gemarkung Hütten            | 48° 22′ 11,7″ N, 9° 38′ 26,7″ O                       |      | Geologische Einheit: Untere Felsenkalk-Formation Status: geschützt (Naturdenkmal Hohler Fels bei Hütten)                                                               |
| 115                  | Weiherfels am N-Hang des Schmiechtals am W Ortsausgang von Hütten                                            | Felsformation       | Schelklingen Gemarkung Hütten            | 48° 22′ 21″ N, 9° 37′ 52,8″ O                         |      | Geologische Einheit: Massenkalk-Formation Status: mit geschützt (NSG Oberes Schmiechtal)                                                                               |
| 116                  | Uhufels am Ausgang des Bärentals N von Hütten                                                                | Felsformation       | Schelklingen Gemarkung Hütten            | 48° 22′ 34,5″ N, 9° 38′ 11″ O                         |      | Geologische Einheit: Untere Felsenkalk-Formation Status: mit geschützt (NSG Oberes Schmiechtal)                                                                        |
| 117                  | Felsgalerie unterhalb der Ruine Justingen N von Hütten                                                       | Felsformation       | Schelklingen Gemarkung Hütten            | 48° 22′ 31,2″ N, 9° 38′ 21,6″ O                       |      | Geologische Einheit: Untere Felsenkalk-Formation Status: mit geschützt (NSG Oberes Schmiechtal)                                                                        |
| 118                  | Urspring-Quelltopf beim ehemaligen Kloster Urspring WNW von Schelklingen                                     | Quelle              | Schelklingen                             | 48° 22′ 53,5″ N, 9° 43′ 5″ O                          |      | Geologische Einheit: Pleistozäne Donauschotter Status: geschützt (Naturdenkmal Quelltopf der Urspring)                                                                 |
| 119                  | Quelltopf der Ach S vom ehemaligen Kloster Urspring WNW von Schelklingen                                     | Quelle              | Schelklingen                             | 48° 22′ 36,8″ N, 9° 43′ 0,2″ O                        |      | Geologische Einheit: Pleistozäne Donauschotter Status: geschützt (Naturdenkmal Quelltopf der Aach)                                                                     |
| 120                  | Hohler Felsen rechts der Ach, 1600 m NE vom Bhf. Schelklingen                                                | Höhle               | Schelklingen                             | 48° 22′ 44,9″ N, 9° 45′ 14,9″ O                       |      | Geologische Einheit: Obere Felsenkalk-Formation Status: geschützt (Naturdenkmal Hohler Fels bei Schelklingen)                                                          |
| 121                  | Schmiecher See, ca. 2000 m SE von Schmiechen                                                                 | Landschaftselement  | Schelklingen Gemarkung Schmiechen        | 48° 20′ 57,8″ N, 9° 44′ 8,2″ O                        |      | Geologische Einheit: Seemergel Status: mit geschützt (NSG Schmiechener See)                                                                                            |
| 122                  | Doline ca. 900 m SSW von Untermarchtal                                                                       | Doline              | Untermarchtal                            | 48° 13′ 56,5″ N, 9° 36′ 2,4″ O                        |      | Geologische Einheit: Liegende Bankkalk-Formation Doline wurde ebenerdig verfüllt                                                                                       |
| 123                  | Kreuzfelsen E von Untermarchtal                                                                              | Felsformation       | Untermarchtal                            | 48° 14′ 18,8″ N, 9° 37′ 2,3″ O                        |      | Geologische Einheit: Massenkalk-Formation Status: geschützt (Naturdenkmal Kreuzfels)                                                                                   |
| 124                  | Felsen Kloster Untermarchtal                                                                                 | Felsformation       | Untermarchtal                            | 48° 14′ 25,5″ N, 9° 36′ 19,7″ O                       |      | Geologische Einheit: Massenkalk-Formation Status: geschützt (Naturdenkmal Felswand mit Brandungshöhlung)                                                               |
| 125                  | Höhlenruine Burkhardshöhle zwischen Donnstetten und Wiesensteig                                              | Höhlenruine         | Westerheim                               | 48° 32′ 7,8″ N, 9° 35′ 6,6″ O                         |      | Geologische Einheit: Untere Felsenkalk-Formation Status: geschützt |
| 126                  | Steinernes Haus zwischen Donnstetten und Wiesensteig                                                         | Höhle               | Westerheim                               | 48° 32′ 3″ N, 9° 35′ 7″ O                             |      | Geologische Einheit: Untere Felsenkalk-Formation Status: geschützt (Naturdenkmal Steinernes Haus (Höhle))                                                              |
| 127                  | Schertelshöhle zwischen Donnstetten und Wiesensteig                                                          | Höhle               | Westerheim                               | 48° 32′ 5,5″ N, 9° 35′ 15,8″ O                        |      | Geologische Einheit: Untere Felsenkalk-Formation Status: geschützt (Naturdenkmal Schertelshöhle)                                                                       |
| 128                  | Hülbe Egelsee SW von Westerheim                                                                              | Hülbe               | Westerheim                               | 48° 29′ 47,1″ N, 9° 35′ 51,7″ O                       |      | Geologische Einheit: Untere Felsenkalk-Formation Status: geschützt (Naturdenkmal Hüle Egelsee mit 3 Weidbuchen)                                                        |
| 129                  | Aufg. Steinbruch 1000 m O von Allmendingen am SW-Hang des Häulesbergs                                        | Aufschluss          | Allmendingen                             | 48° 19′ 57,8″ N, 9° 44′ 26,8″ O                       |      | Geologische Einheit: Zementmergel-Formation |
| 130                  | Aufg. Steinbruch Häulesberg E von Groß-Allmendingen                                                          | Aufschluss          | Allmendingen                             | 48° 19′ 34,9″ N, 9° 44′ 10″ O                         |      | Geologische Einheit: Zementmergel-Formation |
| 131                  | Steinbruch 1000 m NE von Allmendingen bei der Zementfabrik                                                   | Aufschluss          | Allmendingen                             | 48° 20′ 35,1″ N, 9° 44′ 13,7″ O                       |      | Geologische Einheit: Massenkalk-Formation |
| 132                  | Doline im Gewann Reute ca. 1700 m ENE von Stubersheim                                                        | Doline              | Amstetten Gemarkung Bräunisheim          | 48° 35′ 55,7″ N, 9° 56′ 26,1″ O                       |      | Geologische Einheit: Obere Felsenkalk-Formation |
| 133                  | Steinbruch Unholdenstein 1500 m SSE von Asselfingen beim Bahnübergang                                        | Aufschluss          | Asselfingen                              | 48° 31′ 5,5″ N, 10° 12′ 16,3″ O                       |      | Geologische Einheit: Zementmergel-Formation |
| 134                  | Steinbrüche und Straßenböschung SSE von Asselfingen                                                          | Aufschluss          | Asselfingen                              | 48° 31′ 21,6″ N, 10° 11′ 49,4″ O                      |      | Geologische Einheit: Zementmergel-Formation |
| 135                  | Doline im Gewann Hartwiesen ca. 2500 m ESE der Ortsmitte von Altheim                                         | Doline              | Ballendorf                               | 48° 34′ 23″ N, 10° 3′ 29,3″ O                         |      | Geologische Einheit: Obere Felsenkalk-Formation |
| 136                  | Aufg. Steinbruch am NE-Rand von Beimerstetten                                                                | Aufschluss          | Beimerstetten                            | 48° 29′ 16,3″ N, 9° 59′ 20,3″ O                       |      | Geologische Einheit: Massenkalk-Formation |
| 137                  | Doline ca. 300 m NE von Hagen                                                                                | Doline              | Beimerstetten                            | 48° 28′ 19,8″ N, 9° 59′ 46″ O                         |      | Geologische Einheit: Obere Felsenkalk-Formation |
| 138                  | Doline Hirschhüle ca. 1200 m SSE von Treffensbusch                                                           | Doline              | Berghülen                                | 48° 28′ 11,9″ N, 9° 48′ 9,7″ O                        |      | Geologische Einheit: Obere Felsenkalk-Formation |
| 139                  | Doline Auf der Wittum bei p. 693,8 1500 m S von Berghülen                                                    | Doline              | Berghülen                                | 48° 26′ 59,9″ N, 9° 45′ 28,9″ O                       |      | Geologische Einheit: Liegende Bankkalk-Formation |
| 140                  | Doline ca. 2000 m SSW von Berghülen                                                                          | Doline              | Berghülen                                | 48° 26′ 47,7″ N, 9° 45′ 10,7″ O                       |      | Geologische Einheit: Liegende Bankkalk-Formation |
| 141                  | Doline Freigrube S der Straße Asch-Wippingen, 1900 m NNW von Wippingen                                       | Doline              | Blaubeuren Gemarkung Asch                | 48° 26′ 12,1″ N, 9° 50′ 31,3″ O                       |      | Geologische Einheit: Obere Felsenkalk-Formation |
| 142                  | Dorfhülbe Asch                                                                                               | Hülbe               | Blaubeuren Gemarkung Asch                | 48° 26′ 14,7″ N, 9° 49′ 8,6″ O                        |      | Geologische Einheit: Liegende Bankkalk-Formation |
| 143                  | Glasfelsen am unteren linken Talhang 350 m WSW vom Blautopf                                                  | Felsformation       | Blaubeuren                               | 48° 24′ 50,8″ N, 9° 46′ 47,2″ O                       |      | Geologische Einheit: Massenkalk-Formation |
| 144                  | Wilhelmsfelsen unterhalb der Straße Blaubeuren-Sonderbuch, 650 m E des Blautopfs                             | Felsformation       | Blaubeuren                               | 48° 25′ 0,2″ N, 9° 47′ 33,6″ O                        |      | Geologische Einheit: Massenkalk-Formation |
| 145                  | Ruckenfelstor oberhalb des Kreiskrankenhauses Blaubeuren                                                     | Felsformation       | Blaubeuren                               | 48° 24′ 35″ N, 9° 47′ 25,9″ O                         |      | Geologische Einheit: Untere Felsenkalk-Formation |
| 146                  | Metzgerfelsen am Ruckenberg (Umlaufberg) in Blaubeuren                                                       | Felsformation       | Blaubeuren                               | 48° 24′ 26,9″ N, 9° 47′ 35,5″ O                       |      | Geologische Einheit: Massenkalk-Formation Status: geschützt (Naturdenkmal Metzgerfelsen ("Klötzle Blei"))                                                              |
| 147                  | Felsgruppe Rusenschloss mit Höhlen am W-Hang des Blautals ca. 750 m N von Gerhausen                          | Felsformation       | Blaubeuren                               | 48° 24′ 22,1″ N, 9° 48′ 4,6″ O                        |      | Geologische Einheit: Massenkalk-Formation Status: geschützt (Naturdenkmal Rusenschloß mit Großer Grotte und 2 Eiben)                                                   |
| 148                  | Steinbruch der Zementfabrik Blaubeuren ca. 1000 m SSE von Gerhausen                                          | Aufschluss          | Blaubeuren                               | 48° 23′ 18,4″ N, 9° 48′ 37,6″ O                       |      | Geologische Einheit: Liegende Bankkalk-Formation Zementmergel-Formation Untere Süßwassermolasse                                                                        |
| 149                  | Steinbruch 1700 m E von Gerhausen                                                                            | Aufschluss          | Blaubeuren                               | 48° 23′ 42,5″ N, 9° 49′ 10,6″ O                       |      | Geologische Einheit: Untere Felsenkalk-Formation bis Zementmergel-Formation                                                                                            |
| 150                  | Fuchsfelsenhöhle am Fuchsfelsen N oberhalb des Blautopfs in Blaubeuren                                       | Höhle               | Blaubeuren                               | 48° 25′ 1,8″ N, 9° 46′ 48,8″ O                        |      | Geologische Einheit: Untere Felsenkalk-Formation |
| 151                  | Sonderbucher Steige                                                                                          | Aufschluss          | Blaubeuren                               | 48° 25′ 0,8″ N, 9° 47′ 45,7″ O                        |      | Geologische Einheit: Untere Felsenkalk-Formation |
| 152                  | Weiherquellen am SE-Rand des Ruckens in Blaubeuren                                                           | Quellen             | Blaubeuren                               | 48° 24′ 18,1″ N, 9° 47′ 41,7″ O                       |      | Geologische Einheit: Untere Felsenkalk-Formation |
| 153                  | Gieselbachquelle am nördl. Talhang der Blauschlinge in Blaubeuren                                            | Quellen             | Blaubeuren                               | 48° 24′ 56″ N, 9° 47′ 33,5″ O                         |      | Geologische Einheit: Untere Felsenkalk-Formation |
| 154                  | Katzenloch im Katzental ca. 2400 m W von Arnegg                                                              | Höhle               | Blaubeuren                               | 48° 24′ 47,2″ N, 9° 50′ 41,6″ O                       |      | Geologische Einheit: Obere Felsenkalk-Formation |
| 155                  | Mönchsschmiede ca. 300 m SSW v von Gerhausen                                                                 | Höhle               | Blaubeuren                               | 48° 23′ 25,2″ N, 9° 47′ 49,1″ O                       |      | Geologische Einheit: Massenkalk-Formation Status: geschützt (Naturdenkmal Mönchschmiede)                                                                               |
| 156                  | Silbersandhöhlen ca. 1300 m NW der Ortsmitte von Blaubeuren, N der Straße nach Laichingen                    | Höhlen              | Blaubeuren Gemarkung Seißen              | 48° 25′ 15,6″ N, 9° 46′ 14,5″ O                       |      | Geologische Einheit: ? |
| 157                  | Brillenhöhle am S-Hang des Blautals zwischen Blaubeuren und Weiler                                           | Höhle               | Blaubeuren Gemarkung Seißen              | 48° 24′ 19,5″ N, 9° 46′ 40,9″ O                       |      | Geologische Einheit: Massenkalk-Formation Status: geschützt (Naturdenkmal Felsenlabyrinth)                                                                             |
| 158                  | Konglomerat-Klufthöhle W vom Wachtfels N oberh. von Weiler                                                   | Höhle               | Blaubeuren Gemarkung Seißen              | 48° 24′ 27,5″ N, 9° 45′ 55,8″ O                       |      | Geologische Einheit: Massenkalk-Formation |
| 159                  | Teufelsbackofen im Waldgebiet Seligenwald ca. 500 m ESE der Steigziegelhütte                                 | Höhle               | Blaubeuren Gemarkung Seißen              | 48° 25′ 15,2″ N, 9° 45′ 40″ O                         |      | Geologische Einheit: Untere Felsenkalk-Formation |
| 160                  | Schinderteichhöhle im Schinderteich ca. 1400 m NW von Blaubeuren                                             | Höhle               | Blaubeuren Gemarkung Seißen              | 48° 25′ 17″ N, 9° 46′ 8,2″ O                          |      | Geologische Einheit: Obere Felsenkalk-Formation |
| 161                  | Siechhaldenhöhle in der Siechhalde W oberh. von Blaubeuren                                                   | Höhle               | Blaubeuren Gemarkung Seißen              | 48° 24′ 54,8″ N, 9° 46′ 35,1″ O                       |      | Geologische Einheit: Untere Felsenkalk-Formation |
| 162                  | Impferensteinhöhle auf der N-Seite des Impferensteins ca. 1500 m SE von Seißen                               | Höhle               | Blaubeuren Gemarkung Seißen              | 48° 24′ 24,1″ N, 9° 43′ 51,8″ O                       |      | Geologische Einheit: Untere Felsenkalk-Formation |
| 163                  | Rathausquelle (Brunnenquelle) im Ortsbereich von Weiler                                                      | Quelle              | Blaubeuren Gemarkung Seißen              | 48° 24′ 16,2″ N, 9° 45′ 57,1″ O                       |      | Geologische Einheit: Untere Felsenkalk-Formation |
| 164                  | Böschung am Ortsausgang von Blaubeuren in Richtung Schelklingen                                              | Aufschluss          | Blaubeuren Gemarkung Seißen              | 48° 24′ 17,6″ N, 9° 46′ 34,6″ O                       |      | Geologische Einheit: Untere Felsenkalk-Formation |
| 165                  | Striebelhöhle ca. 1700 m S der Ortsmitte von Seißen                                                          | Höhle               | Blaubeuren Gemarkung Weiler              | 48° 23′ 59″ N, 9° 44′ 22,5″ O                         |      | Geologische Einheit: Massenkalk-Formation |
| 166                  | Säudornfelsenhöhle mit Naturbrücke im Tiefental ca. 1750 m SSE von Seißen                                    | Höhle               | Blaubeuren Gemarkung Weiler              | 48° 24′ 0,4″ N, 9° 45′ 4,3″ O                         |      | Geologische Einheit: Massenkalk-Formation |
| 167                  | Schneckenfelsen und Höhle am Südende von Weiler                                                              | Felsformation Höhle | Blaubeuren Gemarkung Weiler              | 48° 24′ 3,9″ N, 9° 45′ 48,2″ O                        |      | Geologische Einheit: Untere Felsenkalk-Formation |
| 168                  | Steinbruch Burg Neidegg im Arnegger Tal beiderseits der Straße Arnegg-Markbronn, W der Straße                | Aufschluss          | Blaustein Gemarkung Arnegg               | 48° 24′ 24,9″ N, 9° 52′ 10,2″ O                       |      | Geologische Einheit: Massenkalk-Formation |
| 169                  | Aufg. Steinbruch Lenzerhalde E der Straße Arnegg-Emeringen 1100 m SSW von Arnegg                             | Aufschluss          | Blaustein Gemarkung Arnegg               | 48° 24′ 23,2″ N, 9° 52′ 21,3″ O                       |      | Geologische Einheit: Massenkalk-Formation |
| 170                  | Naturbrücke im Deinwinkel ca. 2000 m ESE von Treffelsbach                                                    | Felsformation       | Blaustein Gemarkung Bermaringen          | 48° 28′ 32″ N, 9° 48′ 56,7″ O                         |      | Geologische Einheit: Massenkalk-Formation |
| 171                  | Bulachhöhle ca. 2500 m N von Asch im oberen Lautertal                                                        | Höhle               | Blaustein Gemarkung Bermaringen          | 48° 27′ 58,8″ N, 9° 49′ 22″ O                         |      | Geologische Einheit: Untere Felsenkalk-Formation |
| 172                  | Steinbruch am östlichen Ortsrand von Blaustein-Ehrenstein                                                    | Aufschluss          | Blaustein Gemarkung Ehrenstein           | 48° 24′ 47,5″ N, 9° 55′ 42,1″ O                       |      | Geologische Einheit: Massenkalk-Formation |
| 173                  | Steinbruch Mahdstein im Tal der Kleinen Lauter 2000 m oberhalb von Herrlingen                                | Aufschluss          | Blaustein Gemarkung Herrlingen           | 48° 26′ 11,2″ N, 9° 53′ 15,2″ O                       |      | Geologische Einheit: Massenkalk-Formation |
| 174                  | Steinbruch Beibruck SE von Herrlingen am Steilhang (S der Höhe 579 m NN)                                     | Aufschluss          | Blaustein Gemarkung Herrlingen           | 48° 25′ 19″ N, 9° 54′ 10,3″ O                         |      | Geologische Einheit: Ulmer Weißkalk |
| 175                  | Weidacher Höhle 2 ca. 300 m E von Weidach im Kiesental                                                       | Höhle               | Blaustein Gemarkung Herrlingen           | 48° 26′ 45,9″ N, 9° 53′ 6,1″ O                        |      | Geologische Einheit: Obere Felsenkalk-Formation |
| 176                  | Kalter Brunnen im hinteren Lautertal ca. 1600 m W von Weidach                                                | Quelle              | Blaustein Gemarkung Wippingen            | 48° 26′ 36,9″ N, 9° 52′ 18,3″ O                       |      | Geologische Einheit: Untere Felsenkalk-Formation |
| 177                  | Steinbruch an der B 28 ca. 1000 m S von Wippingen                                                            | Aufschluss          | Blaustein Gemarkung Wippingen            | 48° 25′ 4″ N, 9° 51′ 39,2″ O                          |      | Geologische Einheit: Massenkalk-Formation |
| 178                  | Weidacher Höhle 1 ca. 500 m E von Weidach im Kiesental                                                       | Höhle               | Dornstadt Gemarkung Bollingen            | 48° 26′ 46,8″ N, 9° 54′ 0,2″ O                        |      | Geologische Einheit: Obere Felsenkalk-Formation |
| 179                  | Straßenböschung der B 465 im Bereich Ehingen gegenüber der Sägemühle                                         | Aufschluss          | Ehingen (Donau)                          | 48° 16′ 34,3″ N, 9° 43′ 11,1″ O                       |      | Geologische Einheit: Untere Süßwassermolasse |
| 180                  | Kiesgrube SE von Berkach                                                                                     | Aufschluss          | Ehingen (Donau)                          | 48° 17′ 43,7″ N, 9° 43′ 36,3″ O                       |      | Geologische Einheit: Pleistozäne Donauschotter |
| 181                  | Hang des Lautertals W von Unterwilzingen                                                                     | Landschaftselement  | Ehingen (Donau) Gemarkung Erbstetten     | 48° 15′ 54,8″ N, 9° 32′ 14″ O                         |      | Geologische Einheit: Kalktuff |
| 182                  | Felsställe, Nischenhöhle E der Straße Schlechtenfeld-Mühlen ca. 500 m SE von Mühlen                          | Höhle               | Ehingen (Donau) Gemarkung Kirchen        | 48° 16′ 54,5″ N, 9° 39′ 3,5″ O                        |      | Geologische Einheit: Massenkalk-Formation |
| 183                  | Steinbruch Schelmenbühl 800 m SW von Kirchen am Schelmenbühl N der Straße                                    | Aufschluss          | Ehingen (Donau) Gemarkung Kirchen        | 48° 16′ 13,4″ N, 9° 37′ 3,2″ O                        |      | Geologische Einheit: Massenkalk-Formation |
| 184                  | Kiesgrube Kohlberg-Kirchener Tal E von Schlechtenfeld                                                        | Aufschluss          | Ehingen (Donau) Gemarkung Kirchen        | 48° 16′ 41,6″ N, 9° 40′ 50,5″ O                       |      | Geologische Einheit: Pleistozäne Donauschotter |
| 185                  | Kiesgrube Guckenbühl 900 m NNE von Emeringen                                                                 | Aufschluss          | Emeringen                                | 48° 14′ 34,5″ N, 9° 31′ 9,6″ O                        |      | Geologische Einheit: Brackwassermolasse |
| 186                  | Kiesgrube zwischen Laupheim und Burgrieden-Hochstetten                                                       | Aufschluss          | Emeringen                                | 48° 13′ 55,6″ N, 9° 54′ 41,8″ O                       |      | Geologische Einheit: Pleistozäne Kiese u. Sande |
| 187                  | Sandgrube zwischen Ringingen und Bach                                                                        | Aufschluss          | Erbach Gemarkung Ringingen               | 48° 20′ 19,4″ N, 9° 50′ 45,9″ O                       |      | Geologische Einheit: Brackwassermolasse |
| 188                  | Doline Marteren ca. 500 m WNW der Kreuzung Laichingen-Sontheim mit der B 28                                  | Doline              | Heroldstatt Gemarkung Sontheim           | 48° 28′ 6,6″ N, 9° 40′ 3,7″ O                         |      | Geologische Einheit: Untere Felsenkalk-Formation |
| 189                  | Teufelsbackofen im hinteren Tiefental ca. 1000 m SE von Sontheim                                             | Höhle               | Heroldstatt Gemarkung Sontheim           | 48° 26′ 16,6″ N, 9° 40′ 54,3″ O                       |      | Geologische Einheit: Untere Felsenkalk-Formation |
| 190                  | Wolfsloch (Sontheimer Schacht) ca. 4000 m SE von Sontheim bei der Basennase                                  | Höhle               | Heroldstatt Gemarkung Sontheim           | 48° 25′ 8,7″ N, 9° 42′ 27,3″ O                        |      | Geologische Einheit: Untere Felsenkalk-Formation |
| 191                  | Aufg. Steinbruch 2700 m NE von Zainingen an der S-Seite des Heubergs                                         | Aufschluss          | Laichingen Gemarkung Feldstetten         | 48° 29′ 22,8″ N, 9° 34′ 57,9″ O                       |      | Geologische Einheit: Liegende Bankkalk-Formation |
| 192                  | Karrenfeld im Bubental ca. 4700 m S von Drackenstein                                                         | Karrenfeld          | Laichingen                               | 48° 30′ 54″ N, 9° 40′ 54,6″ O                         |      | Geologische Einheit: Obere Felsenkalk-Formation |
| 193                  | Doline Merklinger Weg ca. 400 m ENE vom Umspannwerk Laichingen                                               | Doline              | Laichingen                               | 48° 29′ 50,2″ N, 9° 42′ 48,3″ O                       |      | Geologische Einheit: Untere Felsenkalk-Formation |
| 194                  | Doline Marteren ca. 700 m WNW der Kreuzung Laichingen-Sontheim mit der B 28                                  | Doline              | Laichingen                               | 48° 28′ 13,1″ N, 9° 40′ 1,4″ O                        |      | Geologische Einheit: Untere Felsenkalk-Formation |
| 195                  | Doline Hagenäcker E der Straße Laichingen-Sontheim bei Pkt. 727                                              | Doline              | Laichingen                               | 48° 28′ 24,1″ N, 9° 40′ 56,5″ O                       |      | Geologische Einheit: Untere Felsenkalk-Formation |
| 196                  | Feldhüle und Erdfall mit Ponor Erbsental                                                                     | Doline              | Laichingen                               | 48° 28′ 43,8″ N, 9° 40′ 11,5″ O                       |      | Geologische Einheit: Untere Felsenkalk-Formation |
| 197                  | Schachthöhlen im Bereich der Kläranlage Ost in Laichingen                                                    | Schachthöhlen       | Laichingen                               | 48° 29′ 39,7″ N, 9° 42′ 14″ O                         |      | Geologische Einheit: Untere Felsenkalk-Formation |
| 198                  | Doline Äulesgrube ca. 1600 m SW von Machtolsheim                                                             | Doline              | Laichingen                               | 48° 29′ 13,8″ N, 9° 43′ 11,1″ O                       |      | Geologische Einheit: Untere Felsenkalk-Formation |
| 199                  | Doline Grubenäcker ca. 1100 m SW vom Wasserturm in Machtolsheim                                              | Doline              | Laichingen Gemarkung Machtolsheim        | 48° 29′ 5,2″ N, 9° 43′ 38,8″ O                        |      | Geologische Einheit: Untere Felsenkalk-Formation |
| 200                  | Hochbuchschacht ca. 1400 m SSW der Ortsmitte von Machtolsheim                                                | Schachthöhle        | Laichingen Gemarkung Machtolsheim        | 48° 28′ 49,8″ N, 9° 44′ 6,3″ O                        |      | Geologische Einheit: Untere Felsenkalk-Formation |
| 201                  | Aufg. Steinbruch St. Nikolaus 1100 m WSW der Ortskirche Albeck                                               | Aufschluss          | Langenau Gemarkung Hörvelsingen          | 48° 28′ 50,1″ N, 10° 2′ 28,3″ O                       |      | Geologische Einheit: Massenkalk-Formation |
| 202                  | Steinbruch 700 m SW von Rammingen an der Straße nach Langenau                                                | Aufschluss          | Langenau                                 | 48° 30′ 11,7″ N, 10° 9′ 41,1″ O                       |      | Geologische Einheit: Zementmergel-Formation |
| 203                  | Steinbruch 100 m W der Laufenmühle                                                                           | Aufschluss          | Lauterach                                | 48° 15′ 37,6″ N, 9° 33′ 40,6″ O                       |      | Geologische Einheit: Sinterkalk |
| 204                  | Jägerhöhle ca. 1100 m lauterabwärts von Lauterach                                                            | Höhle               | Lauterach                                | 48° 14′ 50,3″ N, 9° 34′ 50,4″ O                       |      | Geologische Einheit: Massenkalk-Formation |
| 205                  | Lange Lache W von Lonsee                                                                                     | Landschaftselement  | Lonsee Gemarkung Ettlenschieß            | 48° 33′ 58,1″ N, 9° 55′ 13,2″ O                       |      | Geologische Einheit: Juranagelfluh |
| 206                  | Dolinenreihe im Waldgebiet Mönchhau NE von Lonsee-Ettlenschieß                                               | Dolinen             | Lonsee Gemarkung Ettlenschieß            | 48° 34′ 41,2″ N, 9° 56′ 27,1″ O                       |      | Geologische Einheit: Massenkalk-Formation |
| 207                  | Höhle im Lehrhau ca. 2000 m NNW von Urspring                                                                 | Höhle               | Lonsee Gemarkung Urspring                | 48° 33′ 52,2″ N, 9° 52′ 37,9″ O                       |      | Geologische Einheit: Massenkalk-Formation |
| 208                  | Hägelesberg S von Urspring                                                                                   | Landschaftselement  | Lonsee Gemarkung Urspring                | 48° 32′ 39,5″ N, 9° 53′ 44″ O                         |      | Geologische Einheit: Massenkalk-Formation |
| 209                  | Dutzenbergschacht ca. 400 m W von P. 728,3 und 3300 m WNW von Nellingen                                      | Höhle               | Nellingen                                | 48° 33′ 1,1″ N, 9° 44′ 51,4″ O                        |      | Geologische Einheit: ? |
| 210                  | Aufg. Steinbruch ca. 600 m NE des ehemaligen Klosters Obermarchtal                                           | Aufschluss          | Obermarchtal                             | 48° 14′ 22,5″ N, 9° 34′ 38,4″ O                       |      | Geologische Einheit: Zementmergel-Formation |
| 211                  | Schwedenhöhlen ca. 1500 m N von Dietelhofen                                                                  | Höhlen              | Obermarchtal Gemarkung Reutlingendorf    | 48° 11′ 50,8″ N, 9° 34′ 15,9″ O                       |      | Geologische Einheit: Obere Süßwassermolasse |
| 212                  | Aufg. Sandgrube Större ca. 500 m E von Hundersingen                                                          | Aufschluss          | Oberstadion Gemarkung Hundersingen       | 48° 11′ 37,5″ N, 9° 40′ 20,8″ O                       |      | Geologische Einheit: Untere Süßwassermolasse |
| 213                  | Doline Krattental ca. 1100 m ENE der Ortsmitte von Öllingen                                                  | Aufschluss          | Öllingen                                 | 48° 31′ 56,3″ N, 10° 9′ 38,6″ O                       |      | Geologische Einheit: Massenkalk-Formation |
| 214                  | Aufg. Sandgrube ca. 600 m E von Öllingen                                                                     | Aufschluss          | Öllingen                                 | 48° 31′ 44,8″ N, 10° 9′ 22,3″ O                       |      | Geologische Einheit: Obere Meeresmolasse |
| 215                  | Aufg. Sandgrube an der Straße Rammingen-Öllingen ca. 1400 m E von Öllingen                                   | Aufschluss          | Rammingen                                | 48° 31′ 36,1″ N, 10° 9′ 53,8″ O                       |      | Geologische Einheit: Obere Meeresmolasse |
| 216                  | Aufg. Steinbruch Stubenäcker am SE-Ortsende von Rammingen                                                    | Aufschluss          | Rammingen                                | 48° 30′ 46,8″ N , 10° 10′ 37,9″ O 48.512989 10.177207 |      | Geologische Einheit: Zementmergel-Formation |
| 217                  | Felswände an der Straße von Rechtenstein nach Obermarchtal                                                   | Felsformation       | Rechtenstein                             | 48° 14′ 20,1″ N, 9° 32′ 52,2″ O                       |      | Geologische Einheit: Liegende Bankkalk-Formation |
| 218                  | Aufg. Steinbruch Leinsteige im Ortsteil Springen von Gundershofen                                            | Aufschluss          | Schelklingen Gemarkung Gundershofen      | 48° 23′ 8,6″ N, 9° 35′ 47,1″ O                        |      | Geologische Einheit: Untere Felsenkalk-Formation |
| 219                  | Doline "Vor dem Haus" ca. 1200 m N von Hausen ob Urspring                                                    | Doline              | Schelklingen Gemarkung Hausen            | 48° 24′ 0,3″ N, 9° 42′ 44,8″ O                        |      | Geologische Einheit: Obere Felsenkalk-Formation |
| 220                  | Weiherlequelle ca. 700 m W von Hütten                                                                        | Quelle              | Schelklingen Gemarkung Hütten            | 48° 22′ 18,7″ N, 9° 37′ 46,5″ O                       |      | Geologische Einheit: Grenzbereich Untere Felsenkalk-Formation / Obere Felsenkalk-Formation                                                                             |
| 221                  | Osterhülbe Justingen                                                                                         | Hüle                | Schelklingen Gemarkung Justingen         | 48° 23′ 11,6″ N, 9° 40′ 19,8″ O                       |      | Geologische Einheit: Untere Felsenkalk-Formation< |
| 222                  | Felsgruppe Hohenschelklingen am S- und SE-Hang unterhalb der Ruine Hohenschelklingen                         | Felsformation       | Schelklingen                             | 48° 22′ 39,9″ N, 9° 43′ 55,1″ O                       |      | Geologische Einheit: Massenkalk-Formation |
| 223                  | Steinbruch Kapellenberg 500 m SE von Schelklingen am Fuß des Kapellenbergs                                   | Aufschluss          | Schelklingen                             | 48° 22′ 21,8″ N, 9° 44′ 33,7″ O                       |      | Geologische Einheit: Massenkalk-Formation |
| 224                  | Aufg. Steinbruch am O-Hang des Manzenbühl 500 m SW vom Bhf. Schelklingen                                     | Aufschluss          | Schelklingen                             | 48° 22′ 9,8″ N, 9° 43′ 41,1″ O                        |      | Geologische Einheit: Grenzbereich Untere Felsenkalk-Formation / Obere Felsenkalk-Formation                                                                             |
| 225                  | Felsgalerie und Hindenburghöhle entlang der Oberkante am O-Hang des Schelklinger Bergs bei P 630,5           | Felsformation Höhle | Schelklingen                             | 48° 21′ 38,8″ N, 9° 44′ 24,4″ O                       |      | Geologische Einheit: Massenkalk-Formation |
| 226                  | Aufg. Steinbruch 1200 m NW von Sotzenhausen                                                                  | Aufschluss          | Schelklingen                             | 48° 22′ 21,5″ N, 9° 45′ 27,2″ O                       |      | Geologische Einheit: Zementmergel-Formation |
| 227                  | Hohler Stein am rechten Talhang zur Schmiech, 1000 m WNW von Schmiechen                                      | Höhle               | Schelklingen Gemarkung Schmiechen        | 48° 21′ 58,5″ N, 9° 42′ 5,2″ O                        |      | Geologische Einheit: Massenkalk-Formation |
| 228                  | Ganserfelsen und Höhle ca. 3300 m SE von Schmiechen                                                          | Felsformation Höhle | Schelklingen Gemarkung Schmiechen        | 48° 21′ 0,6″ N, 9° 45′ 22,1″ O                        |      | Geologische Einheit: Massenkalk-Formation |
| 229                  | Steinbruch W von Vohenbronnen                                                                                | Aufschluss          | Schelklingen Gemarkung Schmiechen        | 48° 21′ 19,8″ N, 9° 45′ 55,4″ O                       |      | Geologische Einheit: Massenkalk-Formation Zementmergel-Formation Hangende Bankkalk-Formation                                                                           |
| 230                  | Vitushöhlen ca. 600 m ESE von Teuringshofen                                                                  | Höhlen              | Schelklingen Gemarkung Schmiechen        | 48° 21′ 59,5″ N, 9° 41′ 3″ O                          |      | Geologische Einheit: Massenkalk-Formation |
| 231                  | Aufg. Steinbruch 1000 m SW von Schelklingen am Fuß des Manzenbühl                                            | Aufschluss          | Schelklingen Gemarkung Schmiechen        | 48° 21′ 56,3″ N, 9° 43′ 25,4″ O                       |      | Geologische Einheit: Obere Felsenkalk-Formation |
| 232                  | Hungerbrunnen ca. 900 m SW der Kirche von Sondernach                                                         | Quelle              | Schelklingen Gemarkung Sondernach        | 48° 21′ 52,3″ N, 9° 36′ 21,2″ O                       |      | Geologische Einheit: ? |
| 233                  | Quellen der Sondernacher Ach im Ortsbereich von Sondernach                                                   | Quellen             | Schelklingen Gemarkung Sondernach        | 48° 22′ 1,8″ N, 9° 37′ 4″ O                           |      | Geologische Einheit: ? |
| 234                  | Doline Fuchslochäcker zwischen Setzingen und Wettingen                                                       | Doline              | Setzingen                                | 48° 31′ 48,4″ N, 10° 7′ 41,9″ O                       |      | Geologische Einheit: ? |
| 235                  | Setzinger Hungerbrunnen ca. 1000 m N von Setzingen                                                           | Quelle              | Setzingen                                | 48° 33′ 0,5″ N, 10° 7′ 51,4″ O                        |      | Geologische Einheit: ? |
| 236                  | Aufg. Sandgrube Hessental am südl. Ortsausgang von Staig in Richtung Schnürpflingen                          | Aufschluss          | Staig                                    | 48° 17′ 49,9″ N, 9° 59′ 24″ O                         |      | Geologische Einheit: Brackwassermolasse |
| 237                  | Eiszeitliches Donautal "Hölle" 900 m NW vom Kloster Untermarchtal                                            | Landschaftselement  | Untermarchtal                            | 48° 14′ 39,2″ N, 9° 36′ 13,6″ O                       |      | Geologische Einheit: Massenkalk-Formation |
| 238                  | Aufg. Steinbruch und ehem. Kalkofen an der B 311 nördlich von Untermarchtal                                  | Aufschluss          | Untermarchtal                            | 48° 14′ 47,4″ N, 9° 36′ 47,6″ O                       |      | Geologische Einheit: Liegende Bankkalk-Formation |
| 239                  | Kiesgrube 1000 m N von Untermarchtal                                                                         | Aufschluss          | Untermarchtal                            | 48° 14′ 53″ N, 9° 36′ 22,5″ O                         |      | Geologische Einheit: Pleistozäne Donauschotter |
| 240                  | Steinbruch 1000 m NNE von Untermarchtal                                                                      | Aufschluss          | Untermarchtal                            | 48° 14′ 52,8″ N, 9° 37′ 14,4″ O                       |      | Geologische Einheit: Massenkalk-Formation |